# Monsenhor Gil
Monsenhor Gil es un municipio brasileño del estado del Piauí. Se localiza a una latitud 05º33'51" sur y a una longitud 42º36'28" oeste, estando a una altitud de 116 metros. Se encuentra en la microrregión de Teresina, mesorregión del Centro-Norte Piauiense. Su población estimada en 2004 era de 10.696 habitantes. Posee un área de 559,49 km². 

## Historia
El poblado de Lages era parte de Teresina cuando recibió su primer padre, Monsenhor Gil. Por influencia del sacerdote, el poblado pasó a llamarse Natal, en función de las fiestas religiosas realizadas en el mes diciembre. En 1963, Natal se tornó municipio y recibió el nombre de Monsenhor Gil.

## Economía
Este municipio tiene como importancia económico a agropecuaria, con producción de arroz, maíz, frijol, mandioca, y creación de rebaño bovino, ovino y caprino. Hace una granja y un proyecto de irrigación para plantío de mango, banana y sandía. 

## Puntos turísticos
- Iglesia Niño Deus: construida por el padre Monsenhor Gil.
- Piedra del Músico: una pequeña roca íngreme, de arenito; es posible que en sus pendientes existan vestigios de inscripciones pré-históricas.
- Pozo Azul: con profundidad entre tres y cinco metros, tiene ese nombre por causa de sus aguas cristalinas, que reflejan las piedras azuladas que se encuentran en el fondo, dándole un aspecto de piscina.
- Colina del Crucero: colina de aproximadamente 60 metros de altura, con una trilha de acceso y elevación bastante inclinada; en el alto, existe un platô de aproximadamente 600 m², de donde se avista gran parte del municipio y sus arredores.
- Represa del Monte Alegre: local bueno para baño y contacto con la naturaleza.
- Riachão: bueno para baño entre diciembre y julio; es el principal arroyo de Monsenhor Gil, a pesar de la existencia de innumerables otros, como el Arroyo de la Cascada, Riacho da Cruz y Arroyo Natal.